# Lago Moosehead
El lago Moosehead (del inglés: Moosehead Lake) es un lago de los Estados Unidos, el mayor lago del estado de Maine y el mayor lago de montaña en el este del país. Situado en las montañas Longfellow en la región de las Maine Highlands, el lago es la fuente del río Kennebec. Las principales ciudades que bordean el lago son Greenville, en el sur, y Rockwood en el noroeste. Hay más de 80 islas en el lago, siendo la mayor la isla Sugar. El área ha sido el punto focal de una controversia sobre un gran programa de desarrollo comercial y las prácticas ambientales de la promotora.

## Historia

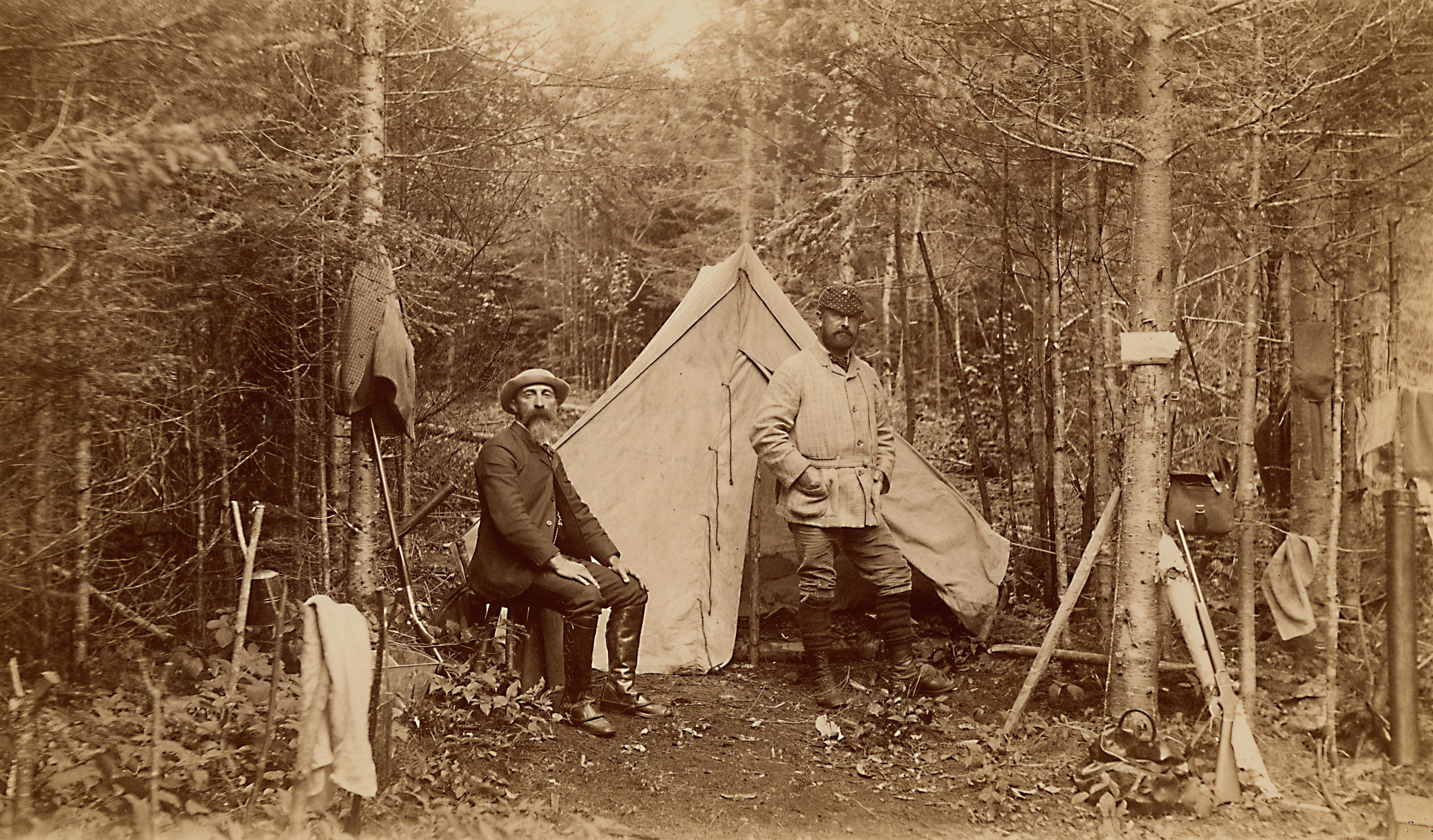
Cazadores en Camp Russell, al noreste del lago Moosehead (1888)

El monte Kineo, con acantilados de 200 m que se elevan desde el lago Moosehead, ha atraído a visitantes durante siglos, desde los primeros indios americanos (Red Paint People), a las más tardías tribus buscadoras de pedernal, llamados hornstone, penobscots y norridgewocks; a las bandas abenaki que lucharon aquí con sus enemigos, los mohawks; a los «rusticators» del siglo XIX que viajaban en ferrocarril y barcos de vapor; y a los actuales huéspedes de hotel. Varias especies habitan entre sus acantilados y pendientes taludes, incluyendo halcones peregrinos y plantas raras.
La región del Moosehead incluye las cabeceras del Kennebec, la rama Oeste del río Penobscot y los ríos Piscataquis, Pleasant y el St. John. Henry David Thoreau y otros visitantes del siglo XIX destacaron la belleza de la zona.

## Geografía

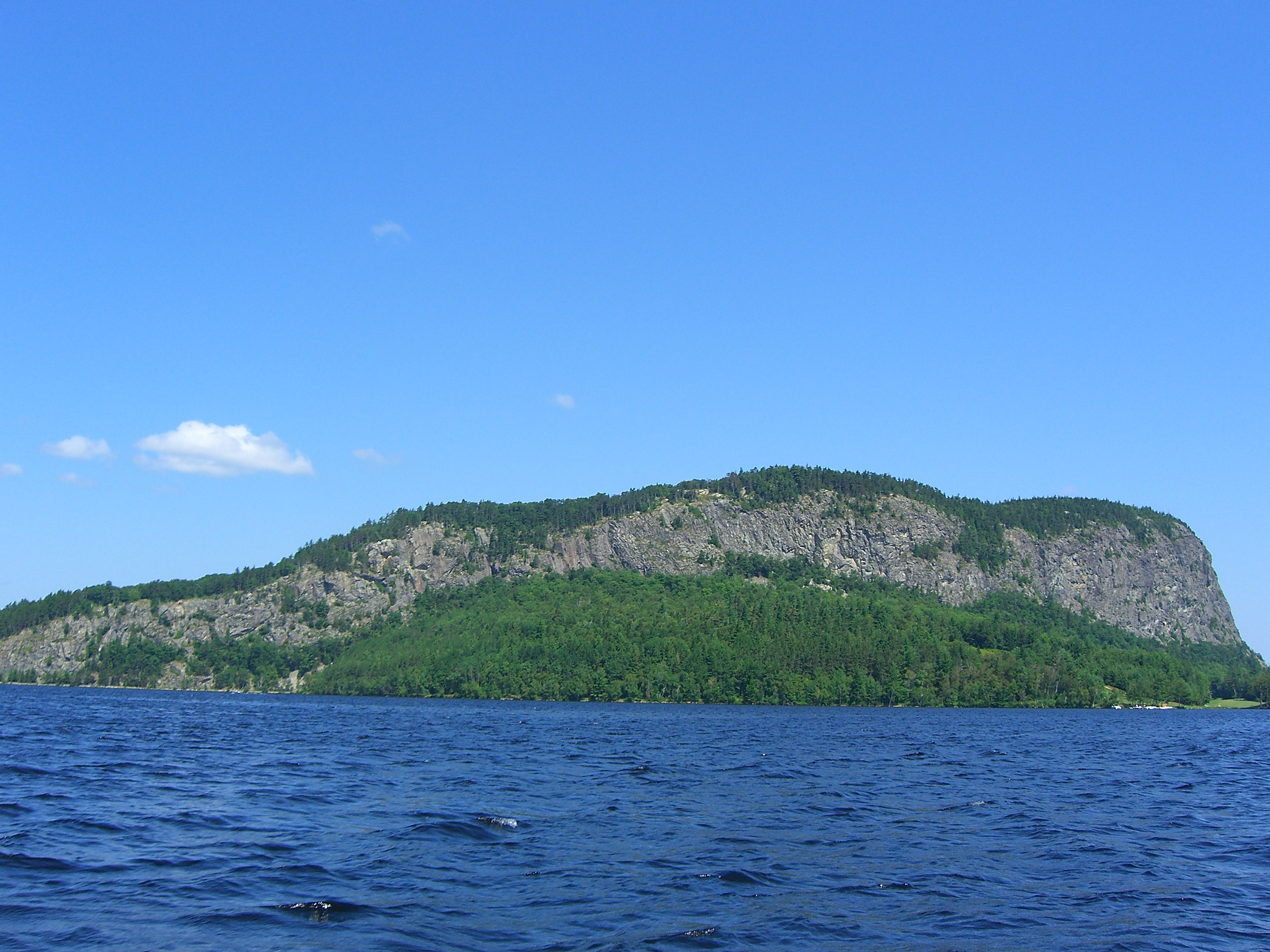
Vista del monte Kineo

Situado a una altitud de 312 m, el lago Moosehead tiene unos 64 km de longitud y 16 km de anchura, con un área de 311 km², y más de 640 kilómetros de costa. Su principal afluente es el río Moose, el cual, al este de Jackman, fluye a través de Long Pond hasta el lago Brassua. En la ribera este del lago desagua el río Roach, su segundo mayor afluente. El principal emisario del lago es el río Kennebec, que sale del lago por el suroeste, en dos ramales que luego pronto se reúnen (East y West outlets).
La región del lago Moosehead (Moosehead Lake Region) comprende 11.000 km² de la región centro-oeste de Maine (West Central Maine), e incluye 127 localidades. La región es drenada por 530 km de ríos del tallo principal, en el que fluyen 6.200 kilómetros de pequeños afluentes. Durante la última era glacial, fueron tallados en sus paisajes más de 1.200 lagos y estanques naturales, que varían en tamaño desde los 4.000 m² de ciertos estanques hasta los 303 km² del Moosehead, uno de los mayores lagos naturales de agua dulce de los Estados Unidos. La superficie total de todas las aguas superficiales permanentes en la región es de más de 963 km², el 24% de la superficie total de los lagos y estanques en Maine.

## Planes de desarrollo
Plum Creek Real Estate Investment Corporation, el mayor terrateniente privado de los Estados Unidos asentado en Seattle, presentó una propuesta de desarrollo para la región de Moosehead en abril de 2005. La propuesta de 570 páginas contempla el mayor desarrollo jamás propuesto en el estado de Maine. Este desarrollo se proponía atraer residentes, dinero y turistas a Maine. La versión inicial del plan contemplaba 975 parcelas para viviendas, dos complejos turísticos, un campo de golf, un puerto deportivo, 3 parques recreacional para vehículos, y más de 100 cabañas de alquiler. El plan fue aceptado por el Maine Land Use Regulatory Committee' [Comité regulador del uso de los terrenos de Maine], a pesar de la oposición pública. Además de la controversia, el promotor ha sido multado por la tala ilegal de secciones de bosque.

## Enlaces externos

El Spencer Pond y el lago Moosehead desde el monte Little Spencer